# منطقه حفاظت‌شده مانشت و قلارنگ

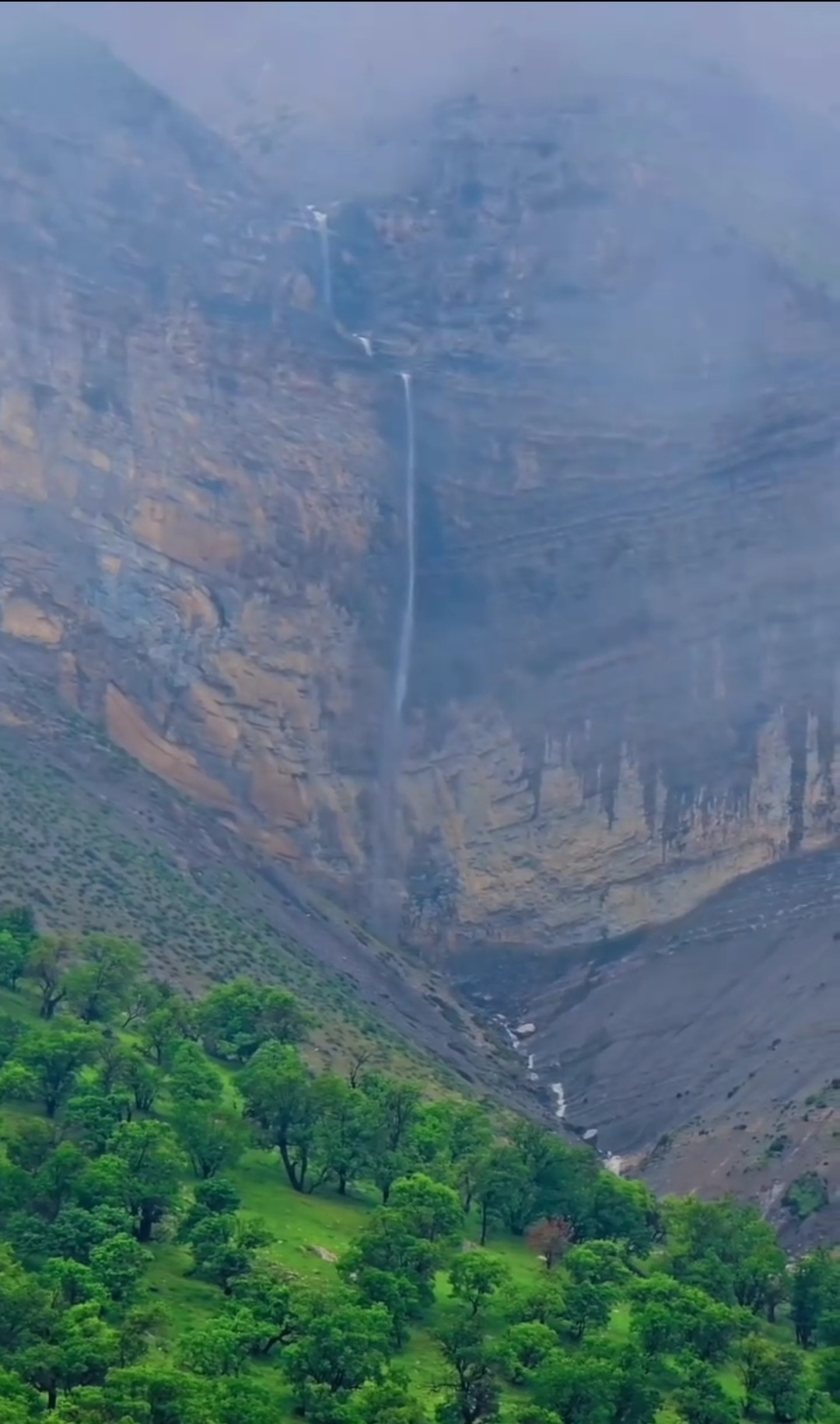
آبشاری از منطقه حفاظت شده مانشت و قلارنگ

منطقه حفاظت شده مانشت و قلارنگ یکی از مناطق تحت حفاظت سازمان محیط زیست ایران است که در شمال استان ایلام قرار دارد. وسعت این منطقه ۳۳ هزار هکتار می‌باشد که به صورت کوهستانی پوشیده شده جنگلی است. این منطقه یکی از مهم‌ترین جاذبه‌های طبیعی در استان ایلام می‌باشد.

## تاریخچه حفاظت
این منطقه از سال ۱۳۶۳ تا سال ۱۳۷۵ منطقه شکار و تیراندازی ممنوع به حساب می‌آمد. از سال  ۱۳۷۵ به این سو مانشت و قلارنگ بر اساس مصویه شماره ۱۵۴ شورای عالی حفاظت محیط زیست به یک منطقه حفاظت شده تبدیل شد.

## موقعیت جغرافیایی
منطقه حفاظت شده مانشت و قلارنگ در استان ايلام بين N۳۳۳۰ الی N۳۳۵۰ عرض شمالی و E۴۶۱۵ الی E۴۶۴۰ طول شرقی واقع شده است. مساحت آن ۲۹۱۴۶هكتار می‌باشد. منطقه حفاظت شده مانشت و قلارنگ در شمال استان ايلام و در بين سه حوزه استحفاظی شهرستان‌های ايلام، شيروان چرداول و ايوان قرار دارد. وسعت منطقه ۳۳ هزار هکتار و بصورت کوهستانی با پوشش جنگلی است. این منطقه در طول شرقی ۴۶ درجه و ۱۸ دقيقه تا ۴۶ درجه و ۳۷ دقيقه و عرض شمالی ۳۳ درجه و ۳۶ دقيقه تا ۳۳ درجه و ۴۵ دقيقه واقع شده است.

## ارتفاعات
دامنه تغييرات ارتفاعی بين ۱۱۰۵ تا ۲۶۵۰ متر از سطح دريا متغير است و پستی و بلندی منطقه حفاظت شده در تمام سطح منطقه يكسان نبوده و بيش از ۷۰ درصد آن كوهستانی است. كوه‌ها ،دره‌ها و صخره‌های متعددی كه در سطح منطقه وجود دارند.

## پوشش گیاهی و گونه‌های جانوری
بیشتر این منطقه کوهستانی و پوشیده شده جنگلی به ویژه درختان بلوط و ارغوان است و به طور کلی ۵۲ تیره، ۱۵۶ جنس و ۲۳۱ گونه گیاهی در منطقه حفاظت شده مانشت و قلارنگ وجود دارد. این منطقه زیستگاه حیواناتی مثل بز وحشی ، پلنگ، قوچ،  گوزن، خرس، عقاب و... است اما در معرض انقراض قرار دارند.
گونه‌های جانوری نادر و در حال انقراض
در حال حاضر به علت تعارض‌های فراوان این منطقه جانورانی رو به انقراض هستند مثلا پلنگ که پس از سال‌ها به تازگی در منطقی از استان ایلام دوباره رویت شده.
گونه‌های گیاهی نادر و در معرض انقراض
در منطقه حفاظت شده مانشت و قلارنگ گونه‌هایی یافت می‌شوند که از نظر زیبایی‌شناسی و همچنین خواص دارویی و صنعتی بسیار قابل توجه هستند. ازجمله این گونه‌ها می‌توان به لاله واژگون، آویشن، قدومه، پونه، درمنه، چمن گندمی و چاودار کوهی اشاره نمود.